# Astron
Astron foi um observatório espacial soviético com colaboração francesa lançado no dia 23 de março de 1983 por um foguete Proton a partir do Cosmódromo de Baikonur.

## Características
O Astron foi lançado a uma órbita altamente elíptica com um apogeu a uma distância de cerca de metade da distância da Lua, permitindo-lhe estar fora da sombra da Terra e dos cinturões de radiação durante 90% do tempo de sua órbita.
O satélite parou de funcionar em junho de 1989, depois de superar a sua expectativa de vida inicial de um ano.

## Instrumentos
O instrumento principal era um telescópio franco-soviético para o ultravioleta de 5 metros de comprimento. Além disso, levava a bordo um espectrômetro de raios X que consistia em um contador proporcional sensível aos raios X com energias entre 2 e 25 keV e com uma área efetiva de 0,17 m². O campo de visão era de 3°x3°.

## Resultados
O espectrômetro de raios X coletou dados contínuos do Hercules X-1 entre 1983 e 1984, também observou fontes de raios X nas constelações de Orion, Taurus e Leão.